# Casa Fernandini (1958)
La Casa Fernandini es un edificio diseñado por el arquitecto Walter Weberhofer. Fue construida entre 1957 y 1958 en el distrito de Santa María del Mar, al sur de Lima.

## Descripción
La casa está construida sobre un lecho de rocas en un acantilado costero del distrito de Santa María del Mar. El diseño hace que estas rocas se incorporen en la estructura de hormigón armado.
La casa nace desde las roca y se abre hacia la vista proyectando líneas horizontales que generan terrazas, aleros y una gran cubierta que se quiebra para captar vistas e iluminación. Este diseño termina con una larga terraza-balcón que se asoma hacia las terrazas inferiores y hacia el mar. La cubierta color blanco termina en un alero de vigas que le entrega un carácter dinámico al quebrarse, elevando los extremos, uno hacia las vistas, y el otro hacia la topografía. Luego se abre, generando las distintas terrazas que se desplazan sobre el eje.
Los recorridos de esta vivienda se hacen a través de escaleras. Una de caracol en el interior y otras que se adaptan al terreno en el exterior. Los servicios están organizados hacia el lado posterior de la casa, pegados a las rocas, y los espacios de vivienda, como los dormitorios, el estar y el comedor están hacia el frente y tienen la vista despejada hacia el mar. Uno de los dormitorios se encuentra horadado en la roca y tiene vista, a través de ella, al otro lado de la bahía.

## Historia
Weberhofer inició las obras en 1957. La casa fue un encargo de la familia Fernandini. Esta es una de las ocho casas que Weberhofer realizó en la zona, siendo la más destacada. Las obras terminaron en 1958.